# TF34-GE-100A
General Electric TF34-GE-100A — американський військовий турбовентиляторний двигун, який використовується на A-10 Thunderbolt II і S-3 Viking.

## Конструкція
Розроблений компанією GE Aircraft Engines наприкінці 1960-х років, оригінальний двигун. Компресора двохкаскаднний, який включає в себе  одноступінчастий вентилятор, що приводиться в дію 4-ступеневою турбіною низького тиску та 14-ступінчастий компресор високого тиску , що приводиться в дію 2-ступеневою турбіною високого тиску  HP. Камера згоряння осьова кільцева. TF34-GE-400A має статичну тягу 9275 фунт-сила (41,26 кН).
Цивільний варіант, CF34, використовується на низці бізнес-та регіональних літаків.

## Варіанти
TF34-GE-2
Початковий варіант для Lockheed S-3, надійшов у виробництво в серпні 1972 року.
TF34-GE-100
Варіант для Fairchild A-10A, перший політ на A-10 був у травні 1972 року. Виробництво почалося в жовтні 1974 року.
TF34-GE-400A
Покращена версія GE-2 для Lockheed S-3.

## Технічні характеристики (TF34-GE-400A)
Загальна характеристика
- Тип: двовальний турбовентиляторний двигун з високим байпасом
- Довжина: 100 дюймів (250 см)
- Діаметр: 52,2 дюйма (133 см)
- Суха вага: 1478 фунтів (670 кг)

Компоненти
- Компресор: одноступінчастий вентилятор, 14-ступінчастий осьовий компресор HP
- Камери згоряння: осьові, кільцеві
- Турбіна: 4 ступеня LP, 2 ступеня HP

Продуктивність
- Максимальна тяга: 9275 фунт-сила (41 кН; 4207 кгс)
- Питома витрата палива: 0,363 фунт/(год · фунт-сила) (10,3 мг/Нс)
- Тяговитість: 6,28